# Gorenje Otave
Gorenje Otave so naselje v Občini Cerknica ob regionalni cesti Rakitna - Cerknica.